# Federalno ministarstvo rada i socijalne politike
Federalno ministarstvo rada i socijalne politike (kraće FMRSP) je tijelo državne uprave u Federaciji Bosne i Herecegovine. Ministarstvo vrši upravne, stručne i druge poslove utvrđene u zakonu koji se odnose na nadležnosti Federacije u oblasti: socijalne politike, rada, mirovinskog i invalidskog osiguranja. Jedinica za implementaciju projekata socio-ekonomske podrške, obuke i prezapošljavanja se nalazi u sastavu ovog Ministarstva.
Osnovni dokumenti koji reguliraju rad ministarstva su:
- Zakon o federalnim ministarstvima i drugim tijelima federalne uprave (“Službene novine Federacije BiH” broj 8/95,3/96,9/96 i 48/99)

Aktualni ministar je Adnan Delić.

## Vanjske poveznice
- Službene stranice Federalnog ministarstva rada i socijalne politike  Arhivirana inačica izvorne stranice od 31. prosinca 2010. (Wayback Machine)